# Рафаель (співак)
Міге́ль Рафае́ль Ма́ртос Са́нчес (ісп. Miguel Rafael Martos Sánchez; нар. 5 травня 1943, Лінарес, Іспанія), більш відомий як Рафае́ль, — іспанський співак та актор. Здобув популярність у всьому світі завдяки широкому вокальному діапазону та манері виконання пісень із використанням жестової акторської гри, що підсилює їхнє драматичне забарвлення. Виконавцеві також притаманні імпровізації під час виступів — зокрема, адаптація текстів залежно від місця проведення концерту, використання латиноамериканських селянських костюмів і виконання народних танців, зокрема з елементами фламенко.
Його сценічна кар'єра триває понад 60 років і досі справляє вагомий вплив на іспаномовну популярну музику. У 1982 році він отримав урановий диск за продаж понад 50 мільйонів платівок впродовж усієї музичної кар'єри.

## Кар'єра

### Ранні роки
Мігель Рафаель Мартос Санчес народився 5 травня 1943 року в Лінаресі, в родині Франсіско Мартоса Бустоса та Рафаели Санчес Мартінес. Разом з родиною він переїхав до Мадрида, коли йому було 9 місяців, і розпочав свою співочу кар'єру у віці 3 років, отримавши прізвиська «Ruiseñor de Linares», «El Niño de Linares» та «El Divo de Linares». Пізніше він приєднався до дитячого хору, а у віці 9 років був визнаний найкращим дитячим голосом Європи на фестивалі у Зальцбурзі.

### Від Бенідорму та Євробачення до міжнародної зірки
Рафаель розпочав професійну кар'єру з компанією звукозапису Philips. Його першими синглами стали «Te voy a contar mi vida» та «A pesar de todo».
У 19 років він здобув першу, другу та третю нагороди на Міжнародному пісенному фестивалі в Бенідормі (1962 та 1963) з піснями «Llevan», «Inmensidad» та «Tu conciencia».
Після нетривалої співпраці з компанією Barclay підписав контракт із Hispavox, розпочавши тривале творче партнерство з її музичним керівником і оркестрантом Вальдо де лос Ріосом, а також поглибивши співпрацю з автором пісень Мануелем Алехандро.
Рафаель представляв Іспанію на конкурсі «Євробачення» у 1966 та 1967 роках, виконавши пісні «Yo soy aquél» (Люксембург) та «Hablemos del amor» (Відень), посівши сьоме та шосте місця відповідно. Це був найвищий результат Іспанії на той час і водночас поворотний момент у кар'єрі співака, який закріпив його міжнародну популярність.
Відтоді артист гастролював країнами Європи, Латинської Америки, США, СРСР та Японії. Пісні «Que Tal Te Va Sin Mi», «Como Yo Te Amo», «En Carne Viva», «Digan Lo Que Digan», «Estar Enamorado», «Estuve Enamorado» та «Desde Aquel Día» зміцнили його статус міжнародної зірки.
Паралельно Рафаель розпочав акторську кар'єру, знявшись у фільмах «Cuando tú no estás», «Al ponerse el sol», «Digan lo que digan», «El golfo», «El ángel», «Sin un adiós» і «Volveré a nacer».

### Популярність у Латинській Америці та Сполучених Штатах
Досягнувши успіху в Латинській Америці, Рафаель почав виконувати й записувати латиноамериканські народні пісні, зокрема «Huapango torero», «Sandunga» та «Llorona», які стали популярними в Мексиці. У 1967 році він вирушив у турне країнами Америки.
25 жовтня 1970 року Рафаель здобув помітний успіх у програмі The Ed Sullivan Show, виконавши «Hallelujah» та «Hava Nagila». Він повернувся на шоу 27 грудня того ж року з піснями «Somos», «Cuando llega mi amor» та «Balada de la trompeta».
У 1975 році співак запустив власну телепрограму El Mundo de Raphael на іспанському телебаченні, у якій виступав разом із міжнародними артистами. Також він вів радіопрограму разом із дружиною, де подружжя спілкувалося з відомими особистостями та брало в них інтерв’ю.

### Популярність у Радянському Союзі
Велику популярність у СРСР співаку приніс музичний фільм 1968 «Нехай говорять» (Digan lo que digan), де він виконував головну роль.

### 80-ті роки
Початок 1980-х років у кар’єрі Рафаеля ознаменувався виходом хітів «¿Qué tal te va sin mí?», «Como yo te amo», «En carne viva» та «Estar enamorado». У 1980 році він отримав урановий диск за 50 мільйонів проданих платівок за час творчої діяльності.
У 1984–1985 роках Рафаель записав два альбоми з піснями Хосе Луїса Пералеса, серед яких «Ámame», «Yo sigo siendo aquel», «Dile que vuelva», «Y... Cómo es él» та «Estoy llorando hoy por ti».
У 1987 році співак залишив Hispavox і підписав контракт із Columbia (нині — Sony Music), де знову працював з автором Роберто Ліві, записавши пісні «Toco madera» та «Maravilloso corazón». У 1991 році його хіт «Escándalo» вийшов в Іспанії, Латинській Америці та Японії, де очолив національні чарти.
Наприкінці 1990-х, після розірвання контракту з PolyGram, Рафаель повернувся до EMI. У 1998 році він опублікував першу частину своїх мемуарів «¿Y mañana qué?», що охоплює період від дитинства до його одруження у 1972 році.

## Особисте життя
14 липня 1972 року Рафаель одружився з аристократкою, журналісткою та письменницею Наталією Фігероа у Венеції. Подружжя має трьох дітей: Якобо, Алехандру та Мануеля.
У 2003 році стан здоров’я співака різко погіршився через латентний гепатит B, що призвів до відмови печінки; він успішно відновився після трансплантації та відтоді активно популяризує донорство органів.
У грудні 2024 року під час перебування в лікарні Мадрида Рафаелю було діагностовано первинну лімфому головного мозку.

## Дискографія
- Raphael (1965)
- Raphael Canta (1966)
- Al Ponerse El Sol (1967)
- Digan Lo Que Digan (1967)
- El Golfo (1968)
- Huapango Torero + 3 (EP — México) (Includes 'Escándalo') (1969)
- El Angel (1969) — Ecuador Only
- Raphael — El Idolo (Philips EP's Compilation)(1969)
- Aqui! (1969)
- Corazón, Corazón (1970) México
- Live at the Talk of the Town (1970) (recorded at the London Talk of the Town)
- Aleluya… (1970)
- Algo Más (1971)
- Háblame De Amor (From 'Top Star Festival' LP)(1971)
- Volveré A Nacer (1972)
- Le Llaman Jesús! (1973)
- From Here On… (1973) — English Album
- Raphael (A La Huella…)(1974)
- Raphael (De… Para…) (1974)
- Qué Dirán De Mí (1974)
- Sombras + 3 (1974) (EP. — Ecuador)
- No Eches La Culpa Al Gitano (From «Juntos Para Ayudarte» LP) (1974)
- Recital Hispanoamericano (1975) — With Los Gemelos
- Con El Sol De La Mañana (1976)
- Raphael Canta… (1976)
- El Cantor (1977) (México)
- Una Forma Muy Mía De Amar (1978)
- Y… Sigo Mi Camino (1980)
- Vivo Live Direct — 20th Anniversary (Live Double Album) (1980)
- En Carne Viva (1981)
- Raphael: Ayer, Hoy y Siempre (1982)
- Enamorado De La Vida (1983)
- Eternamente Tuyo (1984)
- Yo Sigo Siendo Aquel — 25th Anniversary (1985)
- Todo Una Vida (1986)
- Las Apariencias Engañan (1988)
- Maravilloso Corazón, Maravilloso (1989)
- Andaluz (1990)
- Ave Fénix (1992)
- Fantasía (1994)
- Desde el fondo de mi alma (1995)
- Punto y Seguido (1997)
- Vete (1997) — Duet with Nino Bravo
- Jekell & Hyde (2001)
- Maldito Raphael (2001)
- De Vuelta (2003)
- Vuelve Por Navidad (2004)
- A Que No Te Vas (2006) — Duet with Rocio Jurado
- Cerca de ti (2006)
- Maravilloso Raphael (2007)
- Raphael 50 Anos Después (CD + DVD)(2008)
- Viva Raphael! (2009)
- 50 Años Después — En Directo y Al Completo (3 CD + DVD)(2009)
- Te Llevo En El Corazón (3 CD + DVD)(2010)
- Te Llevo En El Corazón. Essential (2011)
- El Reencuentro (2012)
- El Reencuentro en directo (CD + DVD)(2012)
- Mi gran noche (2013)
- 50 Exitos De Mi Vida (3 CD + DVD)(2013)
- De Amor & Desamor (LP + CD)(2014)

## Фільмографія
- Las gemelas (Близнюки) — 1963
- Cuando tú no estás (Коли тебе немає) — 1966
- Al ponerse el sol (Коли заходить сонце) — 1967
- Digan lo que digan (Нехай говорять) — 1968
- El golfo (Шибеник) — 1969
- El Angel (Янгол) — 1970
- Sin un adiós (Без прощання) — 1971
- Volveré a nacer (Знову народитися) — 1973
- Rafael en Raphael (Рафаель в Рафаелі) — 1974
- Donde termina el camino (Де закінчується дорога) ТВ — 1978
- Ritmo, amor y primavera (Ритм, любов і весна) — 1981
- Jekyll & Hyde (Джекіл та Гайд) — 2000
- Descubriendo a los Robinsons (Секрет Робінсонів) — 2007
- Raphael: una historia de superación personal (Рафаель: історія самовдосконалення) — 2010
- Mi gran noche — 2015[21]

## Нагороди
- Премія Ondas: 2010
- Премія Micrófono de Oro: 2012
- Премія Júbilo: 2005
- Орден Христофора Колумба (Домініканська Республіка): 2011
- Премія Mandarina: 2012
- Премія SALAC (Аргентина): 2009
- Премія 'T': 2013
- Премія El Sol Azteca (Мексика), двічі
- Премія «Hipódromo de la Américas» (Мексика)
- Премія Rafael Guinad (Венесуела)